# 吴庆文
吴庆文（1972年1月—），男，山东嘉祥人，中华人民共和国政治人物。曾任中共苏州市委常委，苏州工业园区党工委书记。现任中共苏州市委副书记，苏州市人民政府市长。